# Lars Walther (Handballspieler)
Lars Walther (* 15. Oktober 1965 in Aalborg, Dänemark) ist ein dänischer Handballtrainer und ehemaliger -spieler.

## Karriere

### Spielerkarriere
Walther spielte bis 1988 für den portugiesischen Erstligisten Sporting Lissabon, mit dem er 1988 den portugiesischen Pokal gewann. Anschließend lief er vier Spielzeiten für den dänischen Erstligisten Brønderslev sowie zwei Spielzeiten für den Erstligisten Aalborg auf. Daraufhin schloss er sich dem portugiesischen Klub CS Marítimo an. Ab 1996 lief Walther zwei Jahre für den deutschen Zweitligisten HSG Nordhorn auf. Nach seiner Zeit in Nordhorn ging Walther für den isländischen Verein KA Akureyri auf Torejagd. Später schloss er sich dem deutschen Regionalligisten HSV Emden an. Nachdem sich Walther in der Saisonvorbereitung 2000/01 eine schwere Schulterverletzung zuzog, beendete er seine aktive Karriere.

### Trainerkarriere
Walther begann seine Trainerkarriere beim dänischen Erstligisten Virum-Sorgenfri HK, den er in der Saison 2001/02 betreute. Anschließend trainierte er den dänischen Zweitligisten ROAR Roskilde. Nachdem Walther in der Saison 2004/05 die zweite Mannschaft der SG Flensburg-Handewitt trainierte übernahm er den slowenischen Erstligisten RK Velenje. Im November 2006 wechselte er zum deutschen Bundesligisten Eintracht Hildesheim. Ab September 2007 trainierte Walther den italienischen Verein AS Conversano. Zur Saison 2008/09 übernahm er den deutschen Zweitligisten TV Emsdetten. 2010 schloss er sich dem polnischen Erstligisten Wisła Płock an. Unter seiner Leitung gewann Wisła Płock 2011 die polnische Meisterschaft. Im März 2013 endete seine Tätigkeit bei Wisła Płock. Ab der Saison 2014/15 trainierte er den rumänischen Erstligisten HC Minaur Baia Mare. 2015 errang Baia Mare die rumänische Meisterschaft. Im Oktober 2015 trat er in Baia Mare von seinem Traineramt zurück. Im Dezember 2015 übernahm er den Schweizer Erstligisten Kadetten Schaffhausen. Unter seiner Leitung gewann Schaffhausen 2016 die Schweizer Meisterschaft sowie den SHV-Cup. Anfang Februar 2017 wurde er entlassen. In der Saison 2017/18 trainierte er den portugiesischen Erstligisten FC Porto. Seit dem Sommer 2018 trainiert er den dänischen Erstligisten Ribe-Esbjerg HH. Im Sommer 2020 übernahm Walther das Traineramt des polnischen Vereins KS Azoty-Puławy. Am 25. März 2021 wurde sein Vertrag vereinsseitig gekündigt.
Im Juni 2022 wurde er Trainer bei RK Eurofarm Pelister. Nachdem die Mannschaft im März 2023 aus der EHF European League 2022/23 ausgeschieden war, trennte sich der Verein von ihm.

## Erfolge

### Spieler
- portugiesischer Pokalsieger 1988

### Trainer
- polnischer Meister 2011
- rumänischer Meister 2015
- rumänischer Pokalsieger 2015
- Schweizer Meister 2016
- SHV-Cupsieger 2016